# Stefano Teso
Stefano Teso (Jesolo, 26 agosto 1963) è un ex cestista italiano.

## Carriera
Guardia tiratrice di 198 cm per 85 kg, ha giocato in Serie A1 e Serie A2 con il Basket Mestre, l'Italcable Perugia, la Virtus Roma, la Reyer Venezia e la Partenope Napoli.
Soprannominato "Charlie", è cresciuto nelle giovanili del Basket Mestre di Pieraldo Celada, con cui ha debuttato diciottenne in Serie A1 nel 1981. Nella sua carriera ha disputato 4 stagioni in Serie A1 (una a Mestre, due Roma ed una a Napoli).
Ha militato nella Nazionale Militare, ed è stato convocato alle preparazioni della Squadra Nazionale, senza però poi essere convocato nella rosa.
È uno dei pochi giocatori nati in provincia di Venezia ad aver indossato sia la maglia del Basket Mestre (divenendone anche capitano), sia quella della Reyer Venezia.
Ha poi proseguito la carriera in Serie B1 e B2, ritirandosi definitivamente nel 2008, dopo aver contribuito alla promozione in Serie A Dilettanti dello JesoloSandonà Basket con cui aveva vinto anche la Coppa Italia di B2 2007-2008. Dopo il ritiro, è stato anche team manager dello JesoloSanDonà Basket.
Nel 2009 ha ricoperto l'incarico di delegato provinciale di Venezia nella FIP Veneto e dal 2012 è consigliere del Comitato regionale della FIP.
Nella stagione 2010-2011 ha poi giocato in Serie C regionale ad Ormelle, e dal 2011-12 è tornato al Basket Club Jesolo.
Stefano inoltre, dopo aver sfiorato la maglia nazionale nel 1987, fa parte della "nazionale italiana over 45" Campione del Mondo 2009 e 2011 e anche Campione d'Europa 2008 e 2010.

## Premi e riconoscimenti
1987: "Premio Città di Mestre per lo sport" (Panathlon Mestre)
2012: Targa riconoscimento Bc Mestre "a Stefano Teso, indimenticato capitano"